# Lasianthus palembanicus
Lasianthus palembanicus là một loài thực vật có hoa trong họ Thiến thảo. Loài này được Miq. mô tả khoa học đầu tiên năm 1861.